# Octave Farnese (1598-1643)
Octave Farnese (Parme, 20 décembre 1598 – Parme, 1643) est un fils naturel du duc de Parme et Plaisance, Ranuce Ier Farnèse, avec Briseis Ceretoli, fille du colonel Ottavio. 

## Biographie
Ranuccio en 1600 épouse Marguerite Aldobrandini, nièce du pape Clément VIII. Le mariage semble être stérile, de sorte que Ranuccio, afin d'assurer un héritier du duché, légitime et reconnait Octave comme son successeur en 1605.
Octave est de 1607 à 1620, le seigneur de Borgo San Donnino, Fiorenzuola, le Val di Nure, Leonessa, Cittaducale, Montereale, Penne, Campli, Ortona, en italie, Altamura, Castellamare et Roccaguglielma.
Vers 1620, il se marie avec Sofronia Sanvitale, fille de Girolamo, marquis de Sala et Colorno.
En 1610, Marguerite est en mesure de donner naissance à un fils, Alexandre. L'enfant, cependant, est sourd-muet et donc incapable de succéder à son père.
En 1612, cependant, est né un autre fils, Édouard Ier Farnèse, suivis par deux filles, Marie en 1615, et Victoire en 1618, et par un autre fils Francesco Maria Farnese en 1619.
Ranuccio, après dix ans de mariage, se retrouve donc une descendance légitime et, par conséquent, il reconnait Édouard comme son héritier à la place d'Octave.
Après avoir organisé un complot contre son père, Octave est mis en prison à Parme en 1621, en perdant ses titres.